# Zellik
Zellik is een deelgemeente van de gemeente Asse gelegen in het Pajottenland in de Belgische provincie Vlaams-Brabant (arrondissement Halle-Vilvoorde).  Zellik was een zelfstandige gemeente tot aan de gemeentelijke herindeling van 1 januari 1977. De deelgemeente is sterk verstedelijkt en vergroeid met de Brusselse agglomeratie.

## Geschiedenis
Zellik wordt in 974 vermeld als Sethleca, in een oorkonde waarin Keizer Otto II bezittingen terugschenkt aan de monniken van de Sint-Baafsabdij in Gent. Vernoemd naar de oudste Gallo-Romeinse bezitter Setilius en zijn nederzetting Setiliacum. Deze nederzetting op hoger gelegen terrein ontwikkelde zich later als Op-Zellik en is de huidige dorpskern van Zellik.
Er was in Zellik een kareelwerk rond de periode 1930, genaamd Briqueterie de Zellick, gelegen aan het hoogtepunt.
Zellik was een zelfstandige gemeente tot einde 1976.

## Geografie
Op het ogenblik van de fusie van Belgische gemeenten op 1 januari 1977 had het dorp een oppervlakte van 6,28 km² en telde ze 7762 inwoners.

## Bezienswaardigheden
- De Sint-Bavokerk van 1659-1663
- De Pastorie in de Kerklaan

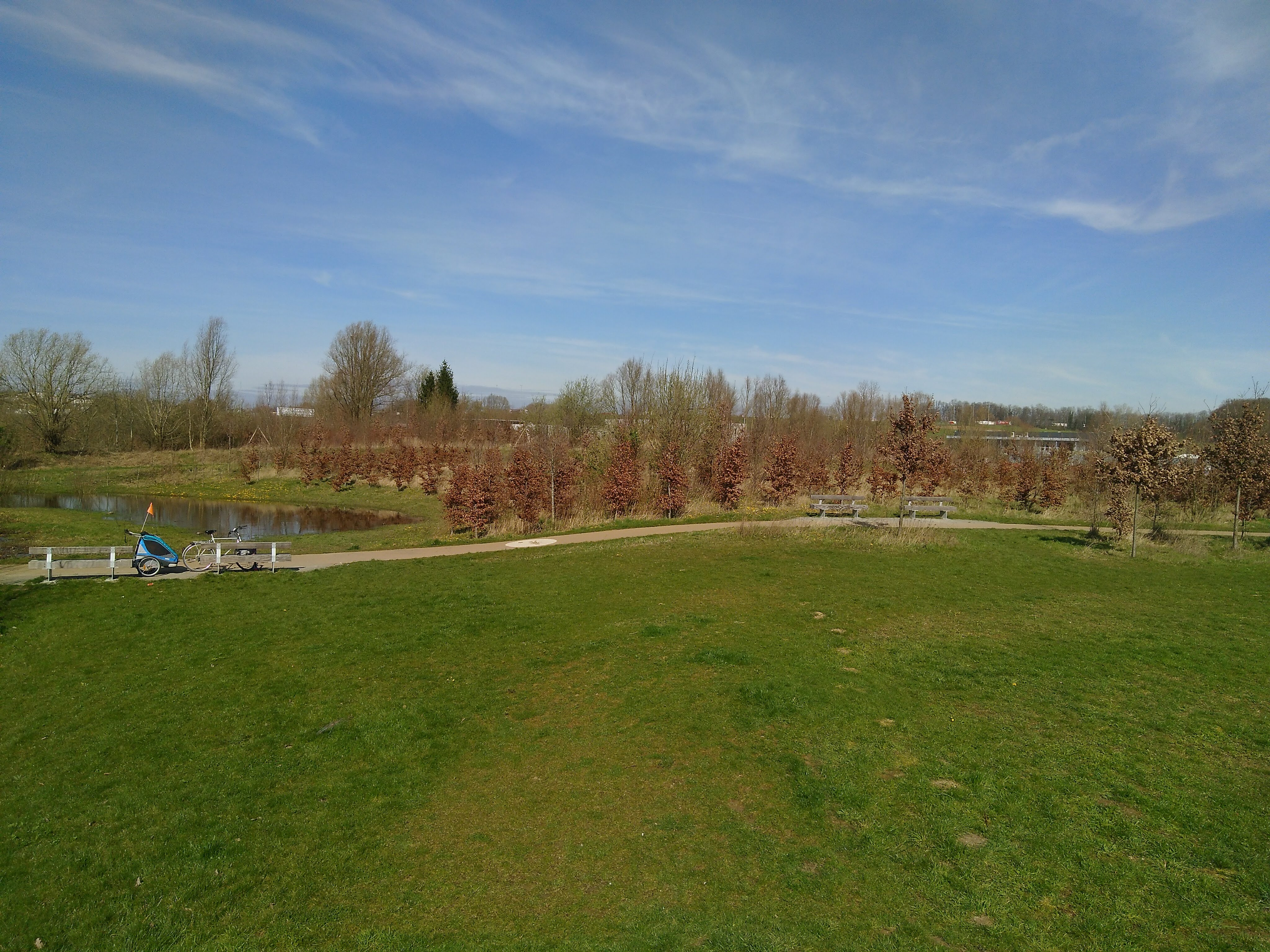
Parklint, deel van het Kerremanspark

- De Vuurmolen, een windmolenrestant
- Het Kasteel van Zellik
- De Abdijhoeve 't Hooghof
- Een gesloten hoeve van 1800-1850 met een kern van 1750-1800
- Twee oude afspanningen
- Het Molenhof van 1749

## Natuur en landschap
Zellik ligt op het Brabants Plateau op een hoogte van 30-80 meter. Vooral het oosten van de gemeente wordt gekenmerkt door grootschalige infrastructuur waaronder de ringweg om Brussel. De kom van Zellik is naar het oosten toe vastgebouwd aan de Brusselse agglomeratie. In het zuiden vindt men de Molenbeek of Maalbeek waarlangs men onder meer het 
Kerremanspark vindt.

## Demografische ontwikkeling
- Bronnen:NIS, Opm:1831 tot en met 1970=volkstellingen

### Bevolkingsexplosie
Zellik ligt in de Rand rond Brussel. Door deze ligging heeft er zich in de loop van de jaren 60 een echte bevolkingsexplosie voorgedaan. Kenmerkend voor deze periode is het Breughelpark, een reeks hoogbouw appartementen waarvan de bouw startte eind jaren 60 en doorliep tot midden jaren 70. Deze appartementsgebouwen bestaan uit haast 1.000 flats en bieden vandaag onderdak aan tientallen verschillende nationaliteiten. Het percentage anderstaligen is daarom vrij groot en de verfransing van Brussel liet zich ook hier voelen.
Zellik is ondertussen geëvolueerd naar een gemeente met meerdere gezichten. Enerzijds is het een slaap- of forensengemeente geworden met een steeds groter aantal anderstaligen en zijn er verschillende grote industrieterreinen. Anderzijds zijn er nog steeds enkele landbouwers actief en blijven er wandel- en fietspaden tussen de velden.

## Burgemeesters
- Johannes Casembroot (°ca 1525-1568) Heer van Bekkerzeel, Zellik, Kobbegem, Berchem en Fenain vanaf 1561
- Joseph Matthieu Antoine Ghislain d'Olmen, baron de Poederlé (°1758-1815)[3]  Periode rond 1809
- Joannes Franciscus Timmermans (°1780- ) Periode rond 1826
- Joannes Franciscus (Jan-Frans) Timmermans (°1861-1933) 28 jaar burgemeester (periode?)
- Leopold Verdoodt (°1896-1987)
- Frans Denil
- Frans De Nil (°1930-2005) van 1971 tot 1977 (Fusie met Asse vanaf 1977)

## Cultuur

### Naam en dialect
De inwoners van Zellik zijn de Zellikenaars en hun lokale dialect is het Zelliks.

### Evenementen
- De tweejaarlijkse Zellikse Feesten (2001 tot 2013) die door het gemeentelijk Comité Zellik Aktief werden georganiseerd. Onder meer Les Truttes, Milk Inc., The Neon Judgement, Sam Gooris, De Mens, Vive la Fête, Johan Verminnen en The Perverts stonden op het podium in Zellik.
- Elke tweede zaterdag van oktober: jaarmarkt (door het jaarmarktcomité) met aansluitend jaarmarktfestival (door Chiro Zellik)
- April: startplaats van de semi-wielerklassieker Zellik-Galmaarden
- Eind juni: Beachvolleybal- en beachsoccertornooi van Jeugdhuis Time Out (laatste maal in 2017)
- Juni-September: Zellik zomert, georganiseerd door Jeugdhuis Time-Out (laatste maal in 2017)

### Verenigingen
Er zijn verscheidene verenigingen actief in Zellik. Zo heeft Zellik zowel scouts (op de Kerklaan) als Chiro (op de Noorderlaan) en zorgt de  fanfare Sint-Cecilia Zellik regelmatig voor muziek. 
Sinds 2019 doet een nieuw jeugdhuis, Mix-Up, zijn intrede. Zij volgen op dezelfde locatie op de Noorderlaan het jeugdhuis Time-Out op welke actief was van 1990 tot 2017.

## Religie en levensbeschouwing

### Rooms-katholieke kerk
De beschermheilige van Zellik is de Heilige Bavo.

## Sport

### Verenigingen
In de jaren 90 speelde Volleybalclub Maes Pils Zellik op Belgisch topniveau. In 1992, 1993 en 1994 behaalde het 3 opeenvolgende titels in de nationale eredivisie. Als landskampioen mocht de club in het seizoen 1993/1994 ook deelnemen aan de Champions League waarin het derde werd en daarmee ook de eerste Belgische club die Europees zo hoog scoorde.
Zellik heeft een voetbalclub die met wisselend succes in de verschillende provinciale reeksen speelt: Asse-Zellik 2002. Het is een fusieclub ontstaan in 2002.
Eveneens beschikt Zellik sinds november 2017 ook over een lokale wielerploeg "Ter Maele Cycling Team", vernoemd naar het gelijknamige dorpscafé CC Ter maele.

### Evenementen
Op sportief vlak heeft Zellik ook enige bekendheid als startplaats van de semi-klassieker Zellik-Galmaarden. Een voorjaarswedstrijd voor wielrenners met onder meer Greg Van Avermaet (2006), Jurgen Van den Broeck (2003) en Tom Boonen (2001) als winnaars.

## Bekende Zellikenaars
- Gilles De Bilde, voetballer
- Émile Mpenza, voetballer
- Christian De Coninck, woordvoerder/commissaris Politie Brussel Hoofdstad en auteur
- Mario Stroeykens, voetballer
- Hervé Kage, voetballer
- Mardochee Nzita voetballer

## Nabijgelegen kernen
Ganshoren, Groot-Bijgaarden, Bekkerzeel, Relegem, Wemmel